# Vereniging van Duitse Wetenschappers
De Vereniging van Duitse Wetenschappers (Duits: Vereinigung Deutscher Wissenschaftler), afgekort tot VDW, is een Duitse vereniging, die een "verantwoordelijke wetenschap" nastreeft. De VDW werd in 1959 door een aantal wetenschappers, waaronder Carl Friedrich von Weizsäcker, Max Born en Otto Hahn opgericht, die zich in de verklaring van de "18 van Göttingen" tegen de atoombewapening van de Duitse strijdkrachten hadden uitgesproken.
De VDW organiseert bijeenkomsten, werkgroepen en publicaties, waarin zij stelling betrektt in maatschappelijke en wetenschappelijke vraagstukken die vrede en veiligheid betreffen. De VDW telt circa 400 leden uit uiteenlopende wetenschappelijke disciplines. 

## Bestuur
Het bestuur wordt gevormd door (begin 2013):
- Ulrich Bartosch, Eichstätt (voorzitter)
- Lothar Brock[1], Frankfurt/Main
- Horst Feuerstein, Bereldange (penningmeester)
- Maria Finckh, Witzenhausen
- Angelika Hilbeck, Zürich
- Beatrix Tappeser, Bonn

Algemeen secretaris is Reiner Braun, Berlin.

## Klokkenluidersprijs
De VDW kent een klokkenluidersprijs toe.